# Gaby Blaaser
Gaby Blaaser (Amsterdam, 7 juni 1986) is een Nederlands actrice, model en presentatrice.

## Levensloop
Blaaser speelde in 2006 Manon in de soap Onderweg naar Morgen. Ze was van 2007 tot 2010 te zien als Jolé van Haagendoorn in de jeugdsoap SpangaS. Blaaser was in 2013 kandidaat in het ijsdansprogramma Sterren dansen op het ijs bij SBS6. Hier schaatste zij met haar danspartner Benoit Richaud. Zij eindigden op de vierde plaats.
Blaaser maakte op 26 november 2014 haar debuut in de RTL-soap Goede tijden, slechte tijden als Sacha Kramer. Ze volgde in 2015 Yvonne Coldeweijer op als presentatrice van Campinglife, dat in 2016 tot een einde kwam. Ze deed in 2016 mee aan Expeditie Robinson. In 2020 was Blaaser te zien als de bachelorette in het gelijknamige programma op Videoland. In 2021 was Blaaser kandidaat bij Ik weet er alles van! VIPS.
In januari 2023 was Blaaser te zien in het Videoland-programma Echte meisjes in de jungle. Tijdens de opnames moest deelnemer Blaaser het programma door medische redenen vroegtijdig verlaten. Toen de bewuste aflevering hiervan werd uitgezonden werd bekend dat Blaaser tijdens de opnames ontdekte dat ze zwanger was waardoor ze door de productie naar huis werd gestuurd. In juni 2023 beviel ze van een dochter.

## Personalia
Blaaser had enkele jaren een relatie met zanger en acteur Jim Bakkum. Ze is een kleindochter van cabaretier en acteur Jan Blaaser. Ook is ze via haar vaders kant een achterkleindochter van de Joodse Eliazer Kapper, die in 1943 in concentratiekamp Mauthausen om het leven kwam.